# Anthony Zambrano
Pour les articles homonymes, voir Zambrano.
Anthony José Zambrano de la Cruz, né le 17 janvier 1998 à Maicao, est un athlète colombien, spécialiste du 400 m, vice-champion du monde en 2019 à Doha et vice-champion olympique en 2021 à Tokyo.

## Biographie
Sélectionné lors du relais 4 x 400 m à l'occasion des Jeux olympiques de 2016, il remporte les Championnats d’Amérique du Sud 2019, en 45 s 53.
Le 30 juin 2019, il porte son record personnel à La Chaux-de-Fonds en 44 s 68, record national.  
Il remporte à la surprise générale la médaille d'argent aux championnats du monde 2019 à Doha derrière le Bahaméen Steven Gardiner, et bat à cette occasion le record d'Amérique du Sud et de Colombie de la distance en 44 s 15.  
Lors des Jeux olympiques de Tokyo en août 2021, Zambrano termine deuxième de sa demi-finale du 400 m derrière le Grenadien Kirani James en 43 s 93, nouveau record de Colombie et d'Amérique du Sud. En finale, il décroche la médaille d'argent en 44 s 08, devancé une nouvelle fois par Steven Gardiner.  
Blessé de 2022, il est contraint de faire l'impasse sur les championnats du monde de Eugene. En 2023, il retourne à la compétition et court en 45 s 52 à Huelva le 6 juin. Le 29 juillet, il remporte la médaille d'or aux championnats d'Amérique du Sud à São Paulo, en égalant son meilleur temps de la saison de 45 s 52, et devance sur le podium l'Argentin Elián Larregina (45 s 63) et son compatriote Jhon Perlaza (45 s 86). Il remporte également le relais 4 x 400 m mixte en compagnie de Jhon Perlaza, Lina Esther Licona Torres et Evelis Aguilar, en battant le records d'Amérique du Sud en 3 min 14 s 79.  

## Palmarès
| Date | Compétition                    | Lieu      | Résultat | Épreuve   | Temps         |
| ---- | ------------------------------ | --------- | -------- | --------- | ------------- |
| 2019 | Jeux panaméricains             | Lima      | 1er      | 400 m     | 44 s 83       |
| 2019 | Jeux panaméricains             | Lima      | 1er      | 4 x 400 m | 3 min 1 s 41  |
| 2019 | Championnats du monde          | Doha      | 2e       | 400 m     | 44 s 15       |
| 2021 | Jeux olympiques                | Tokyo     | 2e       | 400 m     | 44 s 08       |
| 2023 | Championnats d'Amérique du Sud | São Paulo | 1re      | 400 m     | 45 s 52       |
| 2023 | Championnats d'Amérique du Sud | São Paulo | 1re      | 4 x 400 m | 3 min 14 s 79 |
| 2024 | Championnats ibéro-américains  | Cuiabá    | 3e       | 400 m     | 46 s 05       |

## Records
| Épreuve    | Temps        | Lieu  | Date        |
| ---------- | ------------ | ----- | ----------- |
| 400 mètres | 43 s 93 (AR) | Tokyo | 2 août 2021 |